# Jadranka Kosor
Jadranka Kosor (Pakrac, 1 de julho de 1953) é uma ex-jornalista e política croata, foi primeira-ministra da Croácia de 2009 até 2011. Assumiu o cargo após a renúncia de Ivo Sanader em 2009.

## Vida profissional
Estudou direito na Universidade de Zagreb. Em 1972 trabalhou como jornalista para o diário Večernji list (Diário da Tarde, em língua croata). 
Durante a Guerra de Independência da Croácia (1991-1995), Kosor trabalhou como jornalista da Rádio Zagreb, ocupando-se sobretudo de temas relacionados com os refugiados e os mutilados de guerra. Também fez crónicas para a BBC.
Tem publicados dois livros de poesia e dois sobre a independência da Croácia. Fala inglês e alemão.

## Política
Em 1995 foi eleita para o parlamento e foi vice-presidente da câmara de representantes até ao ano 2000. No seu partido, a União Democrática Croata também foi eleita vice-presidente em 1995.
Em 2003 foi nomeada vice-primeira-ministra no governo de Ivo Sanader e ministra da Família, dos Veteranos e da Solidariedade Intergeracional.
Em 2005 Kosor concorreu às eleições para a presidência da Croácia e foi derrotada pelo então presidente Stjepan Mesic, que contava com o apoio da coligação de centro-esquerda.
Foi designada candidata à chefia do governo quando inesperadamente Ivo Sanader se demitiu em 1 de julho de 2009. Ao preparar-se para aceder ao posto de primeira-ministra declarou que as suas prioridades eram a superação da crise económica, o acesso da Croácia a membro da União Europeia e o combate à corrupção.